# مهدي زفان
مهدي إمبارك زفان (بالفرنسية: Mehdi Zeffane)‏ هو لاعب كُرة قدم فرنسي المولد جزائري الأصل والجنسية، يلعب في مركزي الظهير الأيمن والظهير الأيسر. ولد في 19 مايو 1992 في بلدة سانت فوي ليس ليون في فرنسا. ويلعب حاليًا مع نادي رين في الدوري الفرنسي الدرجة الأولى بعد انضمامه للفريق في 12 أغسطس 2015 كما أنه اُستدعي للعب مع منتخب الجزائر لكرة القدم في عام 2014. تزوج مؤخرا. أعلن ذلك في قصته على Instagram في 16 يونيو 2021.

## روابط خارجية
- مهدي زفان على موقع اتحاد تركيا (لاعب) (الإنجليزية)
- مهدي زفان على موقع رابطة كرة القدم الفرنسية للمحترفين (الإنجليزية)
- مهدي زفان على موقع قاعدة بيانات كرة القدم.إي يو (الإنجليزية)
- مهدي زفان على موقع ليكيب (الفرنسية)
- مهدي زفان على موقع ناشيونال فوتبول تيمز (الإنجليزية)
- مهدي زفان على موقع Soccerbase.com (لاعب) (الإنجليزية)
- مهدي زفان على موقع Soccerway.com (الإنجليزية)
- مهدي زفان على موقع عالم كرة القدم.نت (الإنجليزية)
- مهدي زفان على موقع AS.com (الإسبانية)